# Massacre de Cypress Hills
Le massacre de Cypress Hills (en anglais : Cypress Hills Massacre) est un massacre survenu le 1er juin 1873 dans la région de la montagne de Cyprès, dans les Territoires du Nord-Ouest (l'actuel Saskatchewan).
Un groupe de chasseurs américains de bisons et de loups et de marchands américains et canadiens de whisky ont attaqué un camp de Stoneys. Une vingtaine d'autochtones et un attaquant sont morts.
Le massacre de Cypress Hills incite le gouvernement canadien à accélérer le recrutement et le déploiement de la nouvelle Police montée du Nord-Ouest afin de prévenir d'autres conflits.
Le site du massacre est désigné Lieu historique national du Canada depuis 1964.